# Магно-таафеїт-6N’3S
Магно-таафеїт-6N’3S (також мусгравіт або магнезіотааффеїт-6N'3S) — рідкісний мінерал з класу оксидів, який використовується як дорогоцінний камінь. Його типовою місцевістю є Місія Ернабелла (Масгрейвські хребти, Південна Австралія), на честь якої він був названий після відкриття в 1967 році.
Мінерал належить до підгрупи тааффеїту, а його хімічна формула Be(Mg,Fe,Zn)2Al6O12. Твердість становить від 8 до 8,5 за шкалою Мооса.
Через свою рідкість мінерал можна продати приблизно за 35 000 доларів США за карат.